# Tomáš Štítný ze Štítného

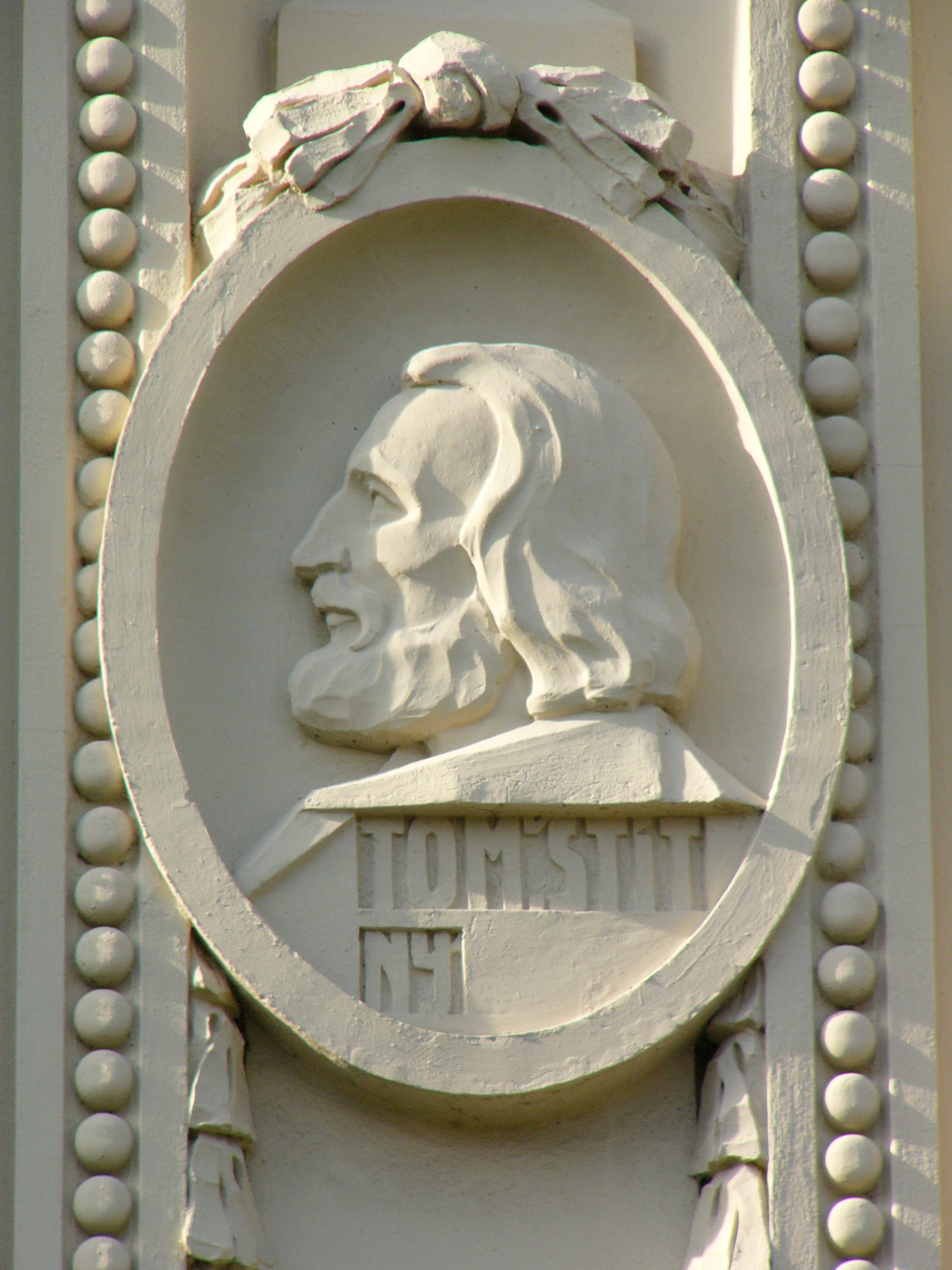
Tomáš Štítný ze Štítného – reliéf na Masarykově škole v Prostějově

Tomáš Štítný ze Štítného (* kolem 1333 – † mezi 1401 a 1409 Praha) byl český šlechtic (z chudé větve Benešoviců), spisovatel, kazatel, překladatel a jedna z předních osobností rané české reformace. Řadí se mezi předchůdce Jana Husa. Bývá označován za zakladatele české odborné prózy.

## Život
Tomáš pocházel z nižší šlechty z tvrze Štítné u Žirovnice. Narodil se snad někdy na počátku 30. let 14. století. To se vyvozuje z Tomášovy zmínky v tzv. Opatovickém sborníku: "již mi jde léto sedmdesáté". Není však jisté, kdy byl tento sborník sepsán. Jan Gebauer kladl jeho vznik do roku 1401, František M. Bartoš za dobu jeho vzniku považoval rok 1406. Tomášovo narození pak kladl do roku 1335 a jeho smrt posunul až za rok 1409. Zdá se nesporné, že zemřel po roce 1401.
Jména jeho rodičů neznáme. Historik August Sedláček srovnáváním erbu Štítného došel k závěru, že pocházel z větve Benešoviců (snad byl úžeji spřízněn s pány z Bechyně), s nimiž ho pojil společný erb stříbrného odřivousu v červeném poli. Měl sestry Dorotu (provdaná za Odolena z Chlumu), Peltrátu a snad i Annu (možná se ale jednalo o sestru Štítného manželky).
V mládí studoval na artistické fakultě nově založené pražské univerzity, aniž se ale snažil dosáhnout akademického gradu. Osobně se znal s profesorem Vojtěchem z Ježova. Svou literární a překladatelskou činnost zahájil pod vlivem pražských reformních kazatelů, především Milíče z Kroměříže. Někdy v 50. letech 14. století se oženil a vrátil se zpět na svůj statek ve Štítném. Se svou manželkou měl pět dětí, z nichž tři dcery zemřely již v dětském věku. Dospělosti se dožila jen dcera Anežka a syn Jan. Ve Štítném však nepobýval trvale a zvláště po smrti manželky se po roce 1381 trvale usadil v Praze. Svůj statek ve Štítném pronajal Zbyňkovi z Kamenice a z nájmu žil v Praze. Později si zakoupil dům v sousedství Betlémské kaple (čp. 254).
Psal o náboženských otázkách a v českém jazyce. Je považován za prvního českého klasika. Ve svých kázáních a dílech se obrací především na nižší šlechtu, která by měla působit na lid. Překládal z latiny, ale jeho překlady jsou spíše vlastními adaptacemi. Jako prvenství v Čechách se mu přisuzuje založení vědy etiky (morálky).
Ve Štítném má pomník, stojící od roku 1901 na místě, kde stávala jeho rodinná tvrz.

## Dílo
- Kodex Klementinský tvořený osmi traktáty, později přepracován K. J. Erbenem, který dva traktáty sloučil a jeden vyloučil, v díle Knížky šestery o obecných věcech křesťanských (kolem 1376), sborník o některých nezbytných věcech, potřebných ke křesťanské praxi i k potřebám denního života, tvořený dvěma předmluvami, šesti traktáty a doslovem. V předmluvách i v doslovu autor řeší otázku, zda má právo jako laik psát o věcech náboženských (tento problém řeší odkazem na to, že pravda spočívá ve věci, nikoli v osobě a jednotlivých slovíčkách). V knize se autor obrací ke šlechtě a chce napravit její chyby (ať již skutečné či domnělé). Šlechta má vládnout podle zákonů, které popisuje poměrně široce, tj. má být spravedlivá, moudrá, nelakotná, žít v souladu s Bohem atp. Tyto obecné pojmy často nejsou blíže specifikovány. Sborník obsahuje tyto traktáty:
  - O vieře, o naději a milosti,
  - O trojiech staviech - panenském, vdovském a manželském,
  - O hospodáři, hospodyni a čeledi,
  - Kak se zdejší stavové lidští připodobnávají k andělským kuoróm
  - Ostnec svědomie a o pokušení ďábelském,
  - Kak se očistijem toho, že hřešíme.
- O devieti staviech lidských podobných k devieti kóróm anjelským (kolem 1376), traktát,
- Knihy naučení křesťanského, traktáty,
- Olomoucké povídky, středověká zábavná próza (cyklus 35 povídek),
- Řeči besední (kolem 1390), forma rozhovoru otce a dětí o základních křesťanských pravdách,
- Knížky o šašiech (kolem 1390), alegorické dílo o uspořádání středověké společnosti na základě pravidel šachové hry nebo z vizuální podoby figur napsané podle knihy italského dominikána Jacoba de Cessolis Liber de moribus hominum et officiis nobilium sive super ludo scacchorum (Kniha lidských mravů a povinností šlechty neboli o hře v šachy). Štítného spis se vyznačuje vysokou originalitou, nejde tedy o pouhý převod Cessolisova díla do češtiny. Tomáš ze Štítného vypustil z původního textu četné fragmenty spojené s antikou a biblí a nahradil je mnoha příběhy z české historie a dílo doplnil o popis českých národních zvyklostí.
- Řeči sváteční a nedělní (kolem 1392), výklad evangelií rozepsaný na jednotlivé neděle a svátky v roce,
- Exempla, krátká vypravování pro zpestření kázání,
- Barlaam a Josafat (po roce 1390), česká adaptace duchovního románu neznámého řeckého autora ze 6. století,
- Zjevení svaté Brigity (po roce 1390), český výbor ze zjevení (nadpřirozených osvícení), která mívala ve stavech vytržení švédská národní světice,
- Život svaté Alžběty (kolem 1400), poutavě sepsaný život durynské princezny Alžběty, která žila počátkem 14. století.

## Památky
- Pomník Tomáše Štítného je v Olomouci, autor Julius Pelikán.
- Socha či busta ve dvojici s J.A. Komenským se objevuje často před školou nebo v průčelí školní budovy, například v Netolicích, Přelouči nebo Břehách.
- Bronzová busta Tomáše Štítného je v panteonu Národního muzea v Praze (1898).
- Jméno Tomáše Štítného bylo umístěno na tabulku pod okny Národního muzea v Praze spolu s mnoha dalšími, viz Dvaasedmdesát jmen české historie.
- Ulice pojmenované po Tomáši Štítném jsou v několika městech České republiky, například v Praze 3 - na Žižkově, v Jindřichově Hradci nebo Chomutově.